# Шумада Іван Володимирович
Іван Володимирович Шумада (21 червня 1920, Кузьминчик — 13 серпня 2015, Київ) — український ортопед-травматолог, доктор медичних наук, професор (з 1972 року).

## Біографія
Народився 21 червня 1920 року у селі Кузьминчику (нині Кам'янець-Подільського району Хмельницької області) в селянській родині. В Кузьминчику закінчив чотири класи школи, у Вільхівцях — семирічну школу, потім навчався в Гусятині. Після закінчення середньої школи у 1938 році вступив до Вінницького медичного інституту, де провчився до 1941 року. З початком німецько-радянської війни добровільно вступив до лав Червоної армії, де з перших днів і до кінця війни прослужив воєнфельдшером у різних підрозділах (зв'язківців,
розвідників, інших частин), які брали участь у бойових діях на Західному, Сталінградському, Центральному і Білоруському фронтах. По закінченню війни деякий час перебував з групою окупаційних військ у Німеччині, а після демобілізації у 1946 році, продовжив медичну освіту з 4-го курсу Київського медичного інституту імені О. О. Богомольця, який закінчив у 1948 році. Потім поступив до клінічної ординатури Українського науково-дослідного інституту ортопедії і травматології, де навчався під керівництвом професорів Г. Є. Фруміної, О. Г. Єлецького, доцента К. М. Климова та інших. Одночасно працював у Міністерстві охорони здоров'я УРСР на посаді начальника відділу розподілу медичних кадрів. У 1954–1958 роках працював спочатку інструктором, потім завідувачем сектору охорони здоров'я в ЦК Компартії України. 1956 року захистив кандидатську дисертацію на тему: «Хирургическое лечение больных с застарелым травматическим вывихом бедра». 1958 року був призначений на посаду заступника Міністра охорони здоров'я УРСР, відповідальним за кадри, та членом Колегії Міністерства, де працював до 1969 року. 1965 року отримав вчене звання доцента.
У 1959 році, як делегат від УРСР, брав участь у роботі XIV Сесії Генеральної Асамблеї ООН, виступав з доповідями, які публікувались у вітчизняній і зарубіжній пресі. У 1966 році очолював делегацію Міністерства
охорони здоров'я СРСР з питань надання медичної допомоги населенню Алжирської Народної Демократичної Республіки, виконував інші завдання.
1969 року призначений директором Київського науково-дослідного інституту травматології і ортопедії. 1970 року захистив докторську дисертацію на тему: «Остеосинтез медіальних переломів шийки стегна кістковими гомо- і гетеротрансплантатами».

## Наукові праці
- «Травматологические вывихи бедра и их лечение», 1959;
- «Закрытые повреждения тазобедренногосустава», 1969.

## Відзнаки
Заслужений лікар УРСР (1959; за значний внесок у розвиток охорони здоров'я, медичної науки та підготовку кадрів в УРСР), заслужений діяч науки України, лауреат Державної премії України в галузі науки і техніки (1996; за розроблення та впровадження у медичну практику реконструктивно-відновних операцій на великих суглобах при їх ушкодженні та ортопедичних захворюваннях).
Нагороджений орденами Червоної Зірки, Вітчизняної війни II ступеня, трьома орденами Трудового Червоного Прапора (1961, 1966, ????), орденами Дружби народів, Богдана Хмельницького, 18-ма медалями. Йому довічно призначено стипендію Президента України.